# To Live & Die in L.A. (Tupac Shakur)
To Live & Die in L.A. è un singolo del rapper statunitense Tupac Shakur, pubblicato nel 1996 a nome Makaveli. Il brano, che vede la partecipazione di Val Young, è stato estratto dall'album The Don Killuminati: The 7 Day Theory.

## Descrizione
La canzone inizia con l'estratto di un'intervista originariamente condotta nel programma Street Science della KKBT, in cui la conduttrice chiede a un ospite cosa pensa del nuovo album di 2Pac e lui risponde dicendo che lo adora. Afferma poi che la sua musica esalta la disputa tra la costa occidentale e quella orientale, riferendosi alla canzone Hit 'Em Up dove Tupac attacca personalmente The Notorious B.I.G. e Puff Daddy. In To Live & Die in L.A., Makaveli riflette sulla sua vita, con Val Young che canta il ritornello. Alla fine, Makaveli si riferisce alla canzone come "L.A., la fottuta seconda parte di California Love, senza quel frocio di Dre" (che allora era uno dei suoi rivali insieme a Nas e The Firm).

## Video musicale
Il video musicale della traccia fu registrato sette giorni dopo la registrazione della traccia.
Il video musicale ritrae Tupac che lavora in un chiosco e che sale in una macchina con delle ragazze che girano per tutta L.A. e che ballano con altre persone.

## Tracce
1. To Live & Die in L.A. (Radio Edit)
2. To Live & Die in L.A. (Album Version)
3. Just Like Daddy (Album Version)